# آزادانگشتان
آزادانگشتان (نام علمی: Eleutherodactylidae) نام یک تیره از زیرراسته نوغوکان است.